# Sploty autonomiczne
Sploty autonomiczne – sploty autonomicznego układu nerwowego, umiejscowione głównie do przodu od kręgosłupa. 
Sploty w obrębie klatki piersiowej:
- splot sercowy (łac. plexus cardiacus),
- splot płucny (plexus pulmonalis).

Sploty w obrębie jamy brzusznej:
- splot trzewny, splot słoneczny (plexus celiacus, plexus solaris),
- splot międzykrezkowy (plexus intermesentericus),
- splot podbrzuszny górny (plexus hypogastricus superior),
- splot podbrzuszny dolny, splot miedniczny (plexus hypogastricus inferior).